# یک عاشقانه ساده
یک عاشقانه ساده فیلمی به کارگردانی سامان مقدم و نویسندگی امیر عربی ساختهٔ سال ۱۳۹۰ است.

## خلاصه داستان
دو دوست قدیمی، از جوانی با هم عهد و پیمانی دارند. وصلت گندم دختر امان، با کرامت پسر صفر، تقدیری نیست که گندم به آن تن دهد. او عشق خودش را می‌خواهد، سرنوشت خودش را می‌خواهد. عشق چیزی نیست که به عهد بی‌پرسش پایبند باشد. عاشقی ساده و سخت است.

## بازیگران
| بازیگر           | نقش       | توضیحات                     |
| ---------------- | --------- | --------------------------- |
| مهناز افشار      | گندم      | دختر شاطر امان/شیفته علی    |
| مصطفی زمانی      | علی       | شیفته گندم                  |
| احمد مهران فر    | کرامت     | پسر بابا صفر/خاطرخواه گندم  |
| همایون ارشادی    | شاطر امان | پدر گندم/نانوا              |
| فرهاد آئیش       | بابا صفر  | پدر کرامت و دلناز/کدخدا     |
| آتیلا پسیانی     | کرمعلی    | پدر علی                     |
| مهراوه شریفی نیا | نازگل     | دختر بابا صفر و خواهر کرامت |
| علی قربان زاده   | گروهبان   | دوست علی                    |
| امیرحسین رستمی   | رستم      | شاگرد نانوایی               |
| سارا بهرامی      | خورشید    | همسر کریم                   |
| هومن سلطانی      | کریم      | همسر خورشید                 |
| مهری آل آقا      |           | همسر باباصفر                |

## جایزه‌ها و نامزدی‌ها
| قسمت                       | نامزد           | نتیجه    | جایزه        |
| -------------------------- | --------------- | -------- | ------------ |
| بهترین بازیگر نقش اول مرد  | مصطفی زمانی     | نامزدشده | سیمرغ بلورین |
| بهترین بازیگر نقش مکمل مرد | احمد مهرانفر    | نامزدشده | سیمرغ بلورین |
| بهترین چهره پردازی         | عبدالله اسکندری | نامزدشده | سیمرغ بلورین |